# Jacob Wimmer
Jacob Wimmer, född omkring 1712 i Stockholm, död efter 1736 var en svensk målargesäll och kopparstickare.
Han var son till kopparslagaren Daniel Wimmer och Brita Askengren. Wimmer gick i lära för målaren Carl Planer och blev tillsammans med Carl Gustaf Pilo gesäll 1731. Dagen efter att de båda erhållit sina gesällbrev på Tre Remmare fick de plikta för dätt de gått med kiäp förrän de gjort sitt gesällbyr. Troligen flyttade Wimmer med Pilo till Danmark där han utbildade sig till arkitekt vid Det Kongelige Danske Kunstakademi där han även tilldelades en medalj för en teckning av en portal 1757. Det finns få kända bevarade arbeten av hans hand och i Danmark är han representerad med ett mindre antal kopparstick av Fredrik I och Ulrika Eleonora den yngre. För Johann Hübners bok Twå gånger twå och femtijo utwalda bibliska historier utförde han några kopparstick 1727 samt kopparstick av S:t Olofs kapell och Renatus Cartesius gravmonument i Jöran Nordbergs S Claræ minne. Han utförde även kopparstick över militära boställen och olika tabeller för läroböcker.